# Michael Seisenberger
Michael Seisenberger (* 17. November 1832 Eberspoint b. Vilsbiburg; † 2. August 1911 in Freising) war ein deutscher römisch-katholischer Theologe, Priester, Exeget und Hochschullehrer.
Er lehrte als Professor am Königlichen Lyceum Freising, (der späteren Philosophisch-theologischen Hochschule Freising).

## Leben

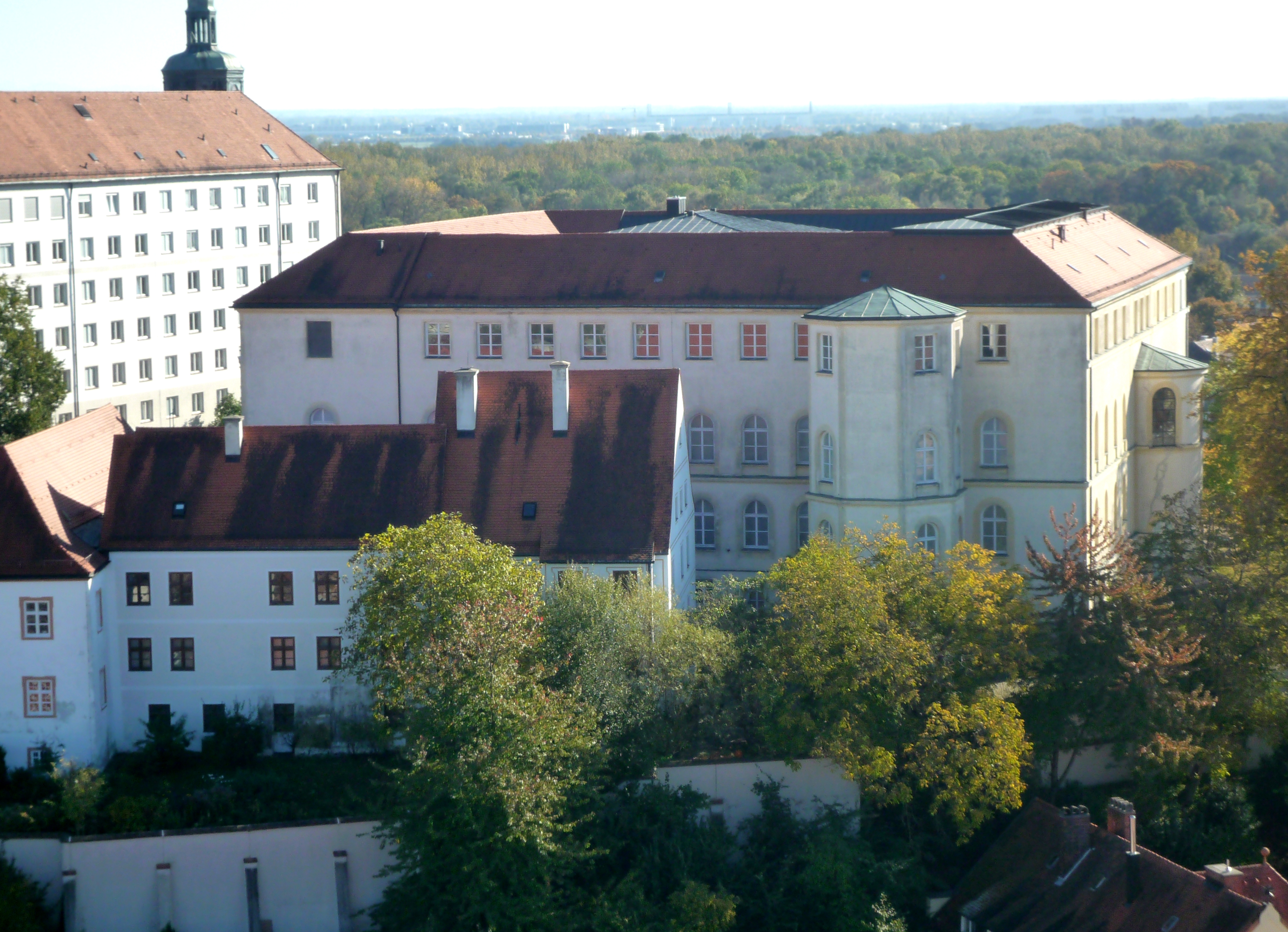
Dombergmuseum, Gebäude des Knabenseminar (Klerikalseminar)

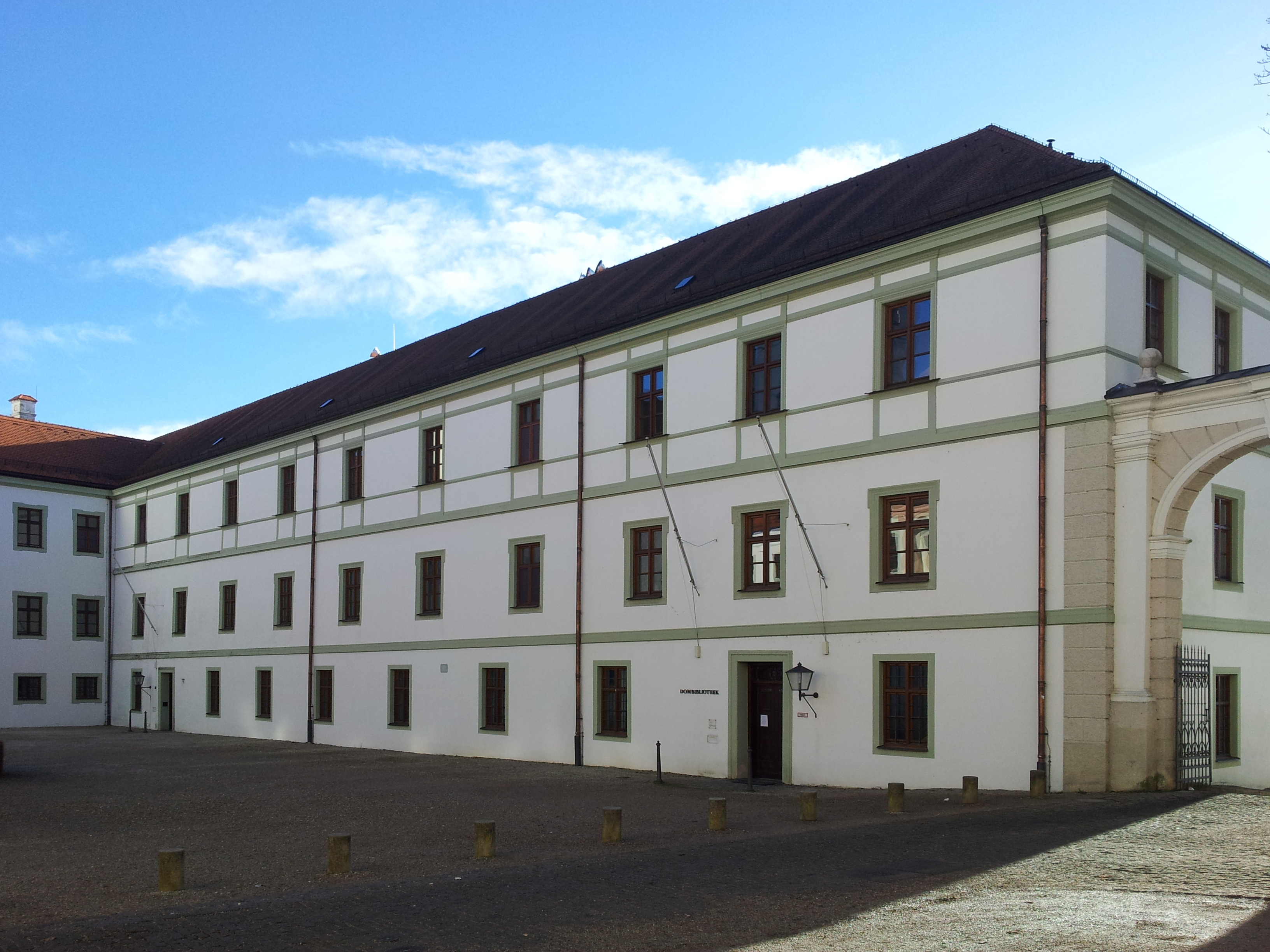
Marstall, in dem die PTH-Freising untergebracht war, heute Dombibliothek

Südseite des Gebäudes

Nach einem Studium der Philosophie und Theologie wurde Seisenberger 1857 zum Priester geweiht. In den Jahren 1861 und 1862 arbeitete er als Dozent der Theologie im Klerikalseminar in Freising, dann als Subregens am Priesterseminar. Von 1869 bis 1900 lehrte er als Professor für Exegese des Alten und Neuen Testaments und der biblischen Einleitungswissenschaft an der PTH Freising, von 1900 bis 1907 als Professor der Exegese des Neuen Testaments; 

### Auszeichnung
- Erzbischöflicher Geistlicher Rat

## Werke (Auswahl)

### Publikationen in Buchform
- Die Lehre von der Auferstehung des Fleisches, 1867.
- Die Klagelieder des Propheten Jeremias, nach der Vulgata mit Berücksichtigung des hebräischen Textes erklärt, Druck und Verlag Georg Joseph Manz, Regensburg, 1872.
- Der biblische Schöpfungsbericht (Genesis 1, 1-2, 3) ausgelegt, F.P. Datterer, Freising 1881.
- Einführung in die Heilige Schrift. Kurzgefaßte Zusammenstellung der wichtigsten Lehren aus der Einleitung in das Alte und Neue Testament, der biblischen Hermeneutik und Archäologie, Manz, Regensburg 1890.
- Die Bücher Esdras, Nehemias und Esther (= Kurzgefasster wissenschaftlicher Kommentar zu den Heiligen Schriften des Alten Testamentes, Abteilung 1, Band 4, 1. Hälfte), Mayer, Wien 1901.
- Kleiner Hirtenspiegel mit angefügten Gebeten, Fr. P. Datterer, Freising 1893.
- Einführung in die heilige Schrift. Ein Abriß der biblischen Geographie, Archäologie, Einleitung in das Alte und Neue Testament samt Hermeneutik, Manz, Regensburg 1904.
- Das Evangelium nach Markus erklärt, Manz, Regensburg 1905.
- Erklärung des Briefes an die Hebräer. Für Studium und allgemeines Verständnis, als Lehrbuch verfaßt, Manz, Regensburg 1909.
- Erklärung des Evangeliums nach Johannes, 1910.
- (Autor), A. M. Buchanan (Hrsg.) Thomas J. Gerrard (Hrsg.), Practical handbook for the study of the Bible and of Bible literature; including Biblical geography, antiquities, introduction to the Old and the New testament, and hermeneutics, J.F. Wagner, New York 1911. (Übersetzung der 6. deutschen Auflage 1909).
- Practical handbook for the study of the Bible, including Biblical geography, antiquities, introductions to the Old and the New Testament, and hermeneutics., J.F. Wagner, New York 1925.

| Personendaten    | Personendaten                                                       |
| ---------------- | ------------------------------------------------------------------- |
| NAME             | Seisenberger, Michael                                               |
| KURZBESCHREIBUNG | deutscher römisch-katholischer Theologe, Exeget und Hochschullehrer |
| GEBURTSDATUM     | 17. November 1832                                                   |
| GEBURTSORT       | Eberspoint b. Vilsbiburg                                            |
| STERBEDATUM      | 2. August 1911                                                      |
| STERBEORT        | Freising                                                            |